# Востряков, Александр Андреевич
Александр Андреевич Востряко́в (укр. Олександр Андрійович Востряков, 10 января 1944, Каргаполье, Курганская область — 14 октября 2023) — советский и украинский оперный и камерный певец (лирико-драматический тенор). Солист Национального академического театра оперы и балета Украины имени Тараса Шевченко (г. Киев), преподаватель кафедры сольного пения Национальной музыкальной академии Украины имени П. И. Чайковского, профессор. Народный артист Украинской ССР (1991).

## Биография
Александр Андреевич Востряков родился 10 января 1944 года в селе Каргаполье Каргапольского сельсовета Каргапольского района Курганской области, ныне рабочий посёлок — административный центр Каргапольского муниципального округа той же области.
В 1948 году семья переехала в Курск, где его отец стал работать художественным руководителем и режиссёром драматического кружка Курского Дома культуры железнодорожников. С детства был музыкально одарён, пел в хоре Дома культуры, где работал его отец.
В 1961—1965 годах учился на дирижёрско-хоровом отделении Курского музыкального училища (преподаватель Н. П. Спиряева), после окончания которого поступил в Харьковский институт искусств им. И. П. Котляревского, где получил образование на дирижёрском (1965—1971) и вокальном (1971—1973) факультетах. Сольное пение совершенствовал в классе профессора Т. Я. Веске.
В 1973—1976 годах ассистент кафедры сольного пения Харьковского института искусств и параллельно выступал на сцене Харьковского театра оперы и балета. С 1976 года по 1983 год — солист Днепропетровского, с 1983 года Киевского театров оперы и балета. С 1983 года параллельно с карьерой певца работает преподавателем кафедры сольного пения Киевской консерватории имени П. И. Чайковского (в 1995 году переименована в Национальную музыкальную академию Украины имени П. И. Чайковского); с 2001 года — доцент. Воспитал лауреатов многих международных конкурсов. солистов оперных театров, филармоний. С 2000 года — профессор  кафедры сольного пения Национальной музыкальной академии Украины имени П. И. Чайковского.
За период работы солистом оперного театра исполнил около пятидесяти партий в операх украинских, русских и зарубежных композиторов. Одной из любимых своих ролей считает партию Хозе в опере «Кармен» Жоржа Бизе, которую исполнил более 130 раз, в том числе на сценах оперных театров Санкт-Петербурга (1978—1979), Перми (1978 —1979), Донецка (1980), Харькова (1976—1978), Казани (1996—1997), Киева (1983—2004). Кроме стран постсоветского пространства выступал с этой партией на сценах театров Нидерландов, Дании, Бельгии, Германии, Франции, Испании, Швейцарии, Польши, Венгрии. Критики и партнёры по сцене выделяют романтизм, страстность, экспрессию и органичный пафос, который присущ его персонажам в произведениях П. И. Чайковского, Ж. Бизе, Джузеппе Верди, Рихарда Вагнера, Шарля Гуно. По мнению критики, заслуживают внимание его оригинальные интерпретации в камерно‑вокальном жанре. Исполнял партии тенора в «Мессе си минор» И. С. Баха, «Реквиеме» В. А. Моцарта, симфонии № 9 Бетховена, «Реквиеме» Верди. Создал запоминающиеся образы в ряде опер украинских композиторов: Бориса Лятошинского «Золотой обруч», Виталия Губаренко «Прихоти Амура», «Вспомните, братия мои», Мирослава Скорика «Моисей», Платона Майбороды «Ярослав Мудрый». Первый исполнитель монооперы В. С. Губаренко «Одиночество» (1993) по мотивам «Писем к незнакомке» Проспера Мериме (премьера, 1994 год).
Скончался 14 октября 2023 года.

## Награды и звания
- Народный артист Украинской ССР, 1991 год[14].
- Заслуженный артист Украинской ССР, 1981 год[3].
- Орден «За заслуги» III степени, 7 сентября 2001 года[15][16]

## Некоторые оперные партии
За период работы солистом оперного театра исполнил около пятидесяти партий в операх различных композиторов.
- Жорж Бизе «Кармен» — Хозе
- Джузеппе Верди «Риголетто» — Герцог
- Джузеппе Верди «Трубадур» — Манрико
- Джузеппе Верди «Аида» — Радамес
- Джузеппе Верди «Набукко» — Измаил
- Джузеппе Верди «Травиата» — Альфред
- Джузеппе Верди «Отелло» — Отелло
- Джузеппе Верди «Бал-маскарад»  — Ричард
- Джакомо Пуччини «Богема»  — Рудольф
- Джакомо Пуччини «Тоска»  — Каварадосси
- Джакомо Пуччини «Турандот» — Калаф
- Лео Делиб «Лакме»  — Джеральд
- Шарль Гуно «Фауст» — Фауст
- Гаэтано Доницетти «Лючия ди Ламмермур» — Эдгар
- Пьетро Масканьи «Сельская честь» — Туридду
- Рихард Вагнер «Лоэнгрин» — Лоэнгрин
- Рихад Вагнер «Парсифаль» — Парсифаль
- П. И. Чайковский «Пиковая дама» — Герман
- П. И. Чайковский «Мазепа» — Андрей
- П. И. Чайковский «Иоланта» — Водемон
- М. П. Мусоргский «Борис Годунов» — Самозванец
- М. П. Мусоргский «Хованщина» — Голицын
- А. П. Бородин «Князь Игорь» — Владимир Игоревич
- Д. Д. Шостакович «Катерина Измайлова» — Сергей

## Публикации
- Востряков А. А. Образ героя в драматургии оперного спектакля: «Аида», «Кармен», «Лоэнгрин»: Учебное пособие. — Киев: Автограф, 2007. — 186 с. — ISBN 978-5-94799-423-0.